# Mount Finke
Mount Finke är ett berg i Australien. Det ligger i delstaten South Australia, omkring 620 kilometer nordväst om delstatshuvudstaden Adelaide. Toppen på Mount Finke är 369 meter över havet.
Mount Finke är den högsta punkten i trakten. Trakten runt Mount Finke är nära nog obefolkad, med mindre än två invånare per kvadratkilometer.. Det finns inga samhällen i närheten.
Omgivningarna runt Mount Finke är i huvudsak ett öppet busklandskap. Genomsnittlig årsnederbörd är 268 millimeter. Den regnigaste månaden är maj, med i genomsnitt 62 mm nederbörd, och den torraste är augusti, med 5 mm nederbörd.